# René Roussel
René Roussel, né René Adolphe-Tournez le 24 octobre 1928 à Bohain-en-Vermandois, et mort le 15 septembre 2003 à Paris 15e, est un acteur français,.

## Filmographie

### Cinéma
- 1958 : Les Gaîtés de l'escadrille de Georges Péclet
- 1959 : Pourquoi viens-tu si tard ? de Henri Decoin
- 1959 : Le Bossu d'André Hunebelle
- 1960 : Le Capitan d'André Hunebelle
- 1961 : Le Miracle des loups d'André Hunebelle
- 1966 : Ils sont nus de Claude Pierson
- 1978 : Le Dernier Amant romantique de Just Jaeckin
- 1987 : Police des mœurs de Jean Rougeron

### Télévision
- 1960 : Cyrano de Bergerac de Claude Barma
- 1962 : La Nuit des rois de Claude Barma
- 1964 : Bayard de Claude Pierson
- 1968 : Les Diables au village de Yves Bernadou
- 1969 : Il était un grand navire de Philippe Joulia et Claude Cobast
- 1972 : Les Rois maudits de Claude Barma
- 1976 : Les Enquêtes du commissaire Maigret (série télévisée) épisode Un crime en Hollande de René Lucot
- 1980 : Les Amours des années folles

## Doublage

### Cinéma

#### Films
- 1974 : L'Homme au pistolet d'or  : le lieutenant de la Marine (Michael Osborne (en))
- 1984 : Supergirl : Zor-El (Simon Ward) (1er doublage)